# Alf McMichael
Alfred „Alf“ McMichael (* 1. Oktober 1927 in Belfast; † 7. Januar 2006) war ein nordirischer Fußballspieler und -trainer.

## Sportlicher Werdegang
McMichael spielte als Jugendlicher beim Cliftonville FC und dem Linfield FC, für den er 1945 im Erwachsenenbereich debütierte. 1948 holte er mit der Mannschaft den irischen Pokal, ein Jahr später den Meistertitel. Im September 1949 holte ihn George Martin zu Newcastle United, wo der Außenverteidiger an der Seite von George Hannah, Ernie Taylor, Jackie Milburn, George Robledo und Bobby Mitchell zum Nationalspieler avancierte. Während die Mannschaft 1951 das Endspiel um den FA Cup erreichte, musste er verletzungsbedingt beim 2:0-Erfolg über den FC Blackpool passen. Bei der erfolgreichen Titelverteidigung bildete er gemeinsam mit Bobby Cowell und Mittelläufer Frank Brennan die Abwehrreihe, die beim 1:0-Sieg gegen den Londoner FC Arsenal ohne Gegentor blieb. Unumstritten Stammspieler auf der linken Abwehrseite verpasste er 1955 erneut verletzungsbedingt einen weiteren Pokalerfolg – beim 3:1-Erfolg gegen Manchester City blieb ihm nur die Zuschauerrolle. Zwar zeigte sich die Mannschaft im Pokal erfolgreich, in der Liga reichte es nur zu Plätzen im mittleren Tabellenbereich. Ende der 1950er Jahre rutschte der Klub in den Abstiegsbereich, 1958 rettete lediglich der bessere Torquotient gegenüber den punktgleichen Konkurrenten FC Portsmouth und FC Sunderland vor einem Abstiegsplatz. Zwei Jahre später beendete Mannschaft um McMichael, Ivor Allchurch, Dick Keith und George Eastham die Spielzeit auf dem achten Tabellenplatz, nur um im folgenden Jahr als Tabellenvorletzter in die Second Division abzusteigen. Er blieb noch zwei weitere Spielzeiten beim Klub, ehe er 1963 seine League-Football-Karriere beendete und als Trainer und Spielertrainer bis 1969 den FC South Shields betreute. Anschließend kehrte er nach Nordirland zurück und übernahm das Traineramt beim Bangor FC. Später kehrte er dem Fußball den Rücken und arbeitete bei der Werft Harland & Wolff.
Bereits einen Monat nach seinem Wechsel nach England debütierte McMichael in der nordirischen Nationalmannschaft. Im Rahmen der als Qualifikationsrunde zur Weltmeisterschaft 1950 dienenden British Home Championship verlor er an der Seite von Samuel Smyth, Danny Blanchflower und Jackie Vernon gegen Schottland mit 2:8. In den folgenden Jahren Stammkraft in der Landesauswahl war er als Abwehrspieler entscheidend daran beteiligt, dass sich die nordirische Auswahlmannschaft gegen den seinerzeitigen Rekordweltmeister Italien durchsetzte und für die WM-Endrunde 1958 qualifizierte. Beim in Schweden stattfindenden Turnier bestritt er alle vier Gruppenspiele inklusive des Entscheidungsspiels um den zweiten Tabellenplatz gegen die Tschechoslowakei. Zwei Tage nach dem 2:1-Erfolg nach Verlängerung war er mit seiner erschöpften Mannschaftskollegen im Viertelfinale der französischen Nationalmannschaft um Raymond Kopa, Maryan Wisnieski, Just Fontaine und Roger Piantoni bei der 0:4-Niederlage unterlegen. Zwei Jahre später beendete er nach 40 Länderspielen seine Nationalmannschaftskarriere.